# Товариство українських офіцерів
Всеукраїнська громадська організація «Товариство українських офіцерів» заснована 23 серпня 1999 року та зареєстрована в Міністерстві юстиції України 3 квітня 2000 року.
Назва організації — українською мовою — Всеукраїнська громадська організація «Товариство українських офіцерів»;
- на русском языке — Всеукраинская общественная организация «Общество украинских офицеров»;
- in English — All-Ukraine public organization «ASSOCIATION OF UKRAINIAN OFFICERS».

Головною метою діяльності Товариства є:
 — задоволення та захист своїх законних соціальних, економічних, творчих, вікових та інших спільних інтересів своїх членів, (військовослужбовців кадрового складу, резерву, запасу і відставки Збройних сил України, Служби безпеки України, Державної прикордонної служби України, Міністерства внутрішніх справ України, Державної податкової адміністрації України, Міністерства України з питань надзвичайних ситуацій та у справах захисту населення від наслідків Чорнобильської катастрофи, Державної митної служби України, ветеранів війни і військових конфліктів, членів їх сімей, а також інших громадян України) та спільної реалізації своїх прав і свобод;
- участь у здійсненні цивільного демократичного контролю над Воєнною організацією та правоохоронними органами держави відповідно до чинного законодавства України;

Використовуючи власний досвід організація протягом свого існування здійснює правову допомогу ветеранам та членам їх сімей по захисту законних прав на соціальне забезпечення, в тому числі консультативну на сторінках методичного посібника «Закон — Ваша фортеця». Здійснено допомогу більш як 2 тисячам ветеранів, проведено більш 10 прес-конференцій в УНІАН з проблем соціального захисту військовослужбовців та ветеранів. Надано 3 пропозицій до проектів законів України, які були враховані Верховною Радою України. Товариство приділяє увагу питанням соціальної адаптації ветеранів та є партнером Центру сприяння адаптації та трудоустрію звільнених війсковослужбовців.Здійснюються регулярні публікації в пресі з проблем захисту прав громадян. Засновано власний незалежний друкований орган — газету «Українські офіцери».

## Керівні органи
Голова товариства обирається з'їздом Всеукраїнської громадської організації «Товариство українських офіцерів» терміном на чотири роки.

З'їзд Товариства є вищим керівним органом. Визначає основні напрямки діяльності, обирає посадових осіб та керівні органи, приймає рішення про реорганізацію чи ліквідацію Товариства.

Контрольно-ревізійна комісія є контрольним органом Товариства та контролює фінансову діяльність Товариства, стан та облік майна, що є на балансі Товариства та створених ним підприємств, госпрозрахункових установ, організацій. Розглядає на своїх засіданнях скарги та звернення членів Товариства, приймає по ним рішення, про що інформує Раду Товариства та З'їзд.

Рада є вищим керівним органом в період між З'їздами. До складу Ради входять Голова Товариства, особи, обрані на З'їзді, Голова осередку Автономної Республіки Крим, Голови обласних, м. Києва та м. Севастополя осередків та Голови ГО, які взаємодіють на договірній основі або колективні члени Товариства. Основна форма роботи Ради є її засідання.

Засідання Ради визнається правомірним при наявності більшості членів Ради.

Правління здійснює керівництво діяльністю Товариства у період між засіданнями Ради. Засідання Товариства збирається по мірі необхідності, але не рідше одного разу на місяць. Засідання Правління Товариства є правомочними в разі присутності на ньому більшості членів Правління. Вирішує всі інші питання, що не є виключною компетенцією З'їзду та Ради Товариства.

## Осередки організації
Організація має 24 зареєстрованих осередки в областях України, Автономній республіці Крим та містах Київ і Севастопіль.

## Засоби інформації
Газета «Українські офіцери».

Вебсторінка в інтернеті «Українські офіцери».